# Polycyrtus wilsoni
Polycyrtus wilsoni là một loài tò vò trong họ Ichneumonidae.